# Cyklon Daniel
Cyklon Daniel, znany także jako Medicane Daniel, Burza Daniel – śródziemnomorski cyklon przypominający tropikalny cyklon, który nawiedził południowo-wschodnią Europę i Afrykę Północną.

## Uderzenie

### Grecja
5 września jedna osoba zginęła w Tesalii. We wsi Zagora spadło 1092 milimetrów deszczu, 55 razy więcej niż średnia opadów w tym samym miesiącu w całym kraju. We wsi Portaria zmierzono rekordową ilość opadów wynoszącą 884 milimetry na metr kwadratowy. Dalszych opadów nie mierzono, z uwagi na awarię stacji pogodowej. 6 września rzeka Krafsidonas wylała z brzegów i zniszczyła most. 7 września zamknięto główną grecką autostradę łączącą Ateny z Salonikami. W Tesalii zburzone zostały budynki i mosty, a miasta zostały zatopione. Rzeka Pinios wylała z brzegów w Larisie osiągając poziom 9,5 m, w porównaniu do normalnego poziomu wynoszącego około 4 m. 10 września odnaleziono cztery ciała, co zwiększyło liczbę ofiar śmiertelnych do piętnastu.

### Turcja
Pięć osób zginęło w Kırklareli, kolejne dwie w prowincji Stambuł.

### Bułgaria
Bułgarię nawiedziły obfite ulewy, miejscami opady deszczu wynosiły 420% średniej miesięcznej we wrześniu, m.in. opady deszczu w Kosti wynosiły 311mm, czyli 420% średniej miesięcznej. W Carewie opady mogły ustanowić bułgarski rekord krajowy, wynoszący 330 mm opadów w ciągu 20 godzin (40% średniej rocznej).
Trzy osoby zginęły po zawaleniu się mostu w rejonie Carewa, czwarta osoba utonęła w pobliżu miasta.
W pobliżu Tjulenowa zaobserwowano trąbę wodną.

### Libia
Subtropikalna depresja 9 września przekształciła się w burzę subtropikalną, z wiatrem z prędkością 84 km/h. 10 września burza nawiedziła wschodnią Libię. Libijscy urzędnicy informują, że zginęło ponad 11 470 osób (11 300 osób zginęło w Darna, a 170 w innych częściach kraju), rannych zostało ponad 7000 osób, a ponad 10000 uważa się za zaginione (szacuje się, że liczba zaginionych przekracza 100 000 osób). Według burmistrza miasta Darna liczba ofiar śmiertelnych w tym mieści może wahać się od 18 000 do 20 000 - powyżej miasta pękły 2 tamy powodziowe, co spowodowało zalanie całych dzielnic wysoką falą wody.

### Egipt
Burza 11 września dotarła do Egiptu, gdzie w północno-zachodniej części kraju po straceniu większości swojej siły spowodowała umiarkowane opady deszczu.